# Amy's Choice
"Amy's Choice"는 영국 BBC의 SF 드라마 닥터 후 시즌 5의 일곱번째 에피소드이다. 2010년 5월 15일 BBC One에서 처음 방송되었다. 시트콤 작가 사이먼 나이가 각본을, 캐서린 모셰드가 각본을 맡았다.
이 에피소드의 줄거리는 11대 닥터 (맷 스미스 분)와 동행자 에이미 (캐런 길런 분), 로리 (아서 다빌 분)가 정체를 알 수 없는 '드림로드' (토비 존스 분)의 함정에 빠지면서 시작된다. 닥터와 두 사람은 한쪽 현실에서 기절했다가 다른 현실에서 깨어나기를 계속해서 반복한다. 어느 현실에서는 에이미와 로리가 행복한 부부생활을 하면서도 외계인에게 사로잡힌 노인들에게 쫓기는 한편, 다른 현실에서는 닥터의 타임머신인 타디스에 탑승한 채 인근의 천체현상으로 동사할 위기에 처해 있다. 세 사람은 진짜 현실이 무엇인지 잘 판단해 꿈에서 죽음을 택하고 현실에서 깨어나 함정으로부터 벗어나야 한다. 결말 부분에 이르러 드림로드는 궁극적으로 닥터의 어두운 면과 자기혐오의 표상이었음이 밝혀진다.
각본을 담당한 사이먼 나이는 에이미가 지니고 있는 닥터와 로리와의 관계를 탐구하고 실험하기 위한 목적에서 이 에피소드를 맡게 되었다. 이야기 소재와 관련해 총괄프로듀서 스티븐 모펏은 코미디 작가인 나이에게 '어긋난 꿈' 컨셉을 중점적으로 에피소드를 구성하고, 어떠한 괴물도 만들어볼 것을 제안하였으며, 이는 곧 사이먼 나이가 은퇴가정의 꿈을 소재로 집필하는 데 영향을 주었다. 작중 꿈속으로 설정된 무대는 영국 웨일스의 스켄프리스에서 촬영되었으며, 괴물 구현에는 CG와 애니메트로닉스를 이용하였다. 영국 첫방송 당시 BBC One과 BBC HD에서 755만 명의 시청자수를 기록하였다. 평론가들의 평은 엇갈렸는데, 초현실주의 같은 분위기를 잘 우려낸 점을 칭찬하고 올해 가장 강력한 각본이라며 호평받는가 하면, 공포나 괴물 요소가 불만족스럽다는 비판도 있었다.

## 줄거리
11대 닥터, 에이미, 로리는 두 현실 사이를 오가는 처지에 놓인다. 한쪽 현실에서는 새소리에 잠이 들고, 다른 현실에서는 정신을 차린다. 첫 번째 현실에서 타디스를 타고 닥터와 여행 중이던 에이미와 로리는, 어느새 5년 뒤의 시점으로 넘어가 리드워스에서 행복한 부부생활을 보내며 첫 아이를 맞이할 준비를 하고 있었다. 이쪽 현실의 에이미와 로리는 마을 어르신으로 위장한 외계 살인 종족 엑노딘 (Eknodine)에게 쫓기게 된다. 그 시각, 다른쪽 현실에서는 '불타는 추위'의 항성을 향해 무기력하게 표류해가는 타디스에 꼼짝없이 갇힌 채 얼어죽을 위기에 처한다.
이 때 타디스에서 '드림로드' (Dream Lord)라는 유령이 등장해 한쪽 세계는 현실이고 다른 한쪽은 환상이라고 말한다. 어느 쪽 현실이든 둘 다 죽음의 위기에 직면할 것이라며, 어느 쪽이 꿈인지를 결정하고, 꿈 속 세계에서 자살해야 살아남는다고 말한다. 잘못된 선택을 하게 되면 두 현실에서 전부 목숨을 잃게 되는 셈이었다.
드림로드는 타디스 쪽 현실에서 에이미는 잠시 깨워두고, 닥터와 로리는 잠에 들면서 리드워스 쪽 현실로 돌아간다. 그리고는 에이미에게 로리와의 평화로운 신혼생활을 택할지, 닥터와의 신나는 여정을 고를지, 두 세계 중에 어느 쪽을 고를지 묻는다. 에이미는 리드워스 쪽 세계로 돌아가 로리를 다시 만나 엑노딘으로부터 신혼집을 지킨다. 그 사이 닥터는 자동차 캐러밴을 타고 사람들의 구출에 나서지만, 갑작스런 엑노딘의 습격으로 로리가 목숨을 잃는다. 에이미는 리드워스 쪽 현실이 가짜인지는 확신할 수 없는 상황이지만, 어차피 로리 없는 세상에선 살 수 없으므로, 다른 쪽 현실에서나마 로리를 다시 만나기 위해 이쪽 세계에서 목숨을 버리기로 결심한다. 에이미와 닥터가 자동차 캐러밴을 집으로 몰고 들어가는 순간, 세 사람은 드림로드가 재활성화시킨 타디스 안에서 다시 깨어난다. 드림로드는 패배를 인정하고 모습을 감춘다. 그런데 닥터가 다시 한번 타디스에 자폭을 명령하고, 에이미와 로리는 깜짝 놀란다.
세 사람은 또다시 타디스 안에서 깨어난다. 타디스가 더 이상 위험에 처하지 않은 것을 확인한 닥터는, 드림로드라는 존재는 현실 세계를 조종할 능력은 없고, 단지 본인의 어두운 면이 발현된 것이기 때문에, 그간 겪은 두 현실이 전부 거짓이었음을 간파할 수 있었다고 설명한다. 타디스의 타임로터에 떨어진 '심령 꽃가루' (psychic pollen)가 가열되면서 세 사람을 졸음에 빠지게 했고, 드림로드와 가짜 현실을 만들어냈던 것이었다.

### 다른 에피소드와의 연관성
드림로드는 닥터에게 '다가오는 폭풍' (The Oncoming Storm)이라 비꼰다. 이 별명은 닥터의 최대 적인 달렉이 붙인 이름으로 7대 닥터가 등장하는 소설 <Love and War>에서 처음 언급되어 시즌 1 "The Parting of the Ways"에서는 달렉이 비춘 화면에도 적힌 바 있다. 또 정육점에서 드림로드는 닥터에게 "너 채식주의자일지 몰라" (You're probably a vegetarian!)라면서 '베지' (veggie)라고 부르는데, 이는 1985년에 방영된 <The Two Doctors>를 인용한 것으로 6대 닥터가 자신과 동행자 페리 브라운이 지금부터 채식할 것이라고 큰소리치는 장면이 있다. 여기에 드림로드가 닥터에게 엘리자베스 1세와의 관계를 꼬집는 대사가 있는데, 이 역시도 2007년 시즌 3 "The Shakespeare Code"에서 엘리자베스 1세가 10대 닥터를 처형하려 했던 것을 시작으로 2009년 "The End of Time" 1부에서 두 사람이 결혼했음을 암시하는 대사가 나온 것을 감안한 것이다. 두 사람의 결혼은 본 에피가 방영된 지 3년 후인 2013년에 공개된 "The Day of the Doctor" 편에서 드디어 묘사됐다.

## 제작

### 각본
"제 꿈으로부터 영향을 많이 받았어요. 딱히 자주 있는 일도 아니고, 슬프지만 창작에도 도움이 되지 않는 경우가 보통이에요! 저의 일상적인 시트콤 생활에서 시청자분들이 원하는 것은 완전 초현실적인 장면들이에요. 그런데 우리 모두는 깨어 있을 때면, '그게 진짜였을까, 아니면 꿈이었을까' 싶은 그런 순간들을 특히 겪곤 합니다. 닥터 후는 현실의 관점과 대체 우주를 다룹니다. 꿈 속 세계는 일종의 대체 우주이고, 깨어있는 우리 스스로의 삶을 왜곡하거나 꾸며낼 수 있다는 점에서 훨씬 더 흥미롭죠. 그리고 닥터는 정말 자비롭고, 철학과 지성으로 가득 차 있기 때문에, 닥터의 꿈 속 삶은 유례없이 흥미롭고 풍부할 겁니다. (닥터로선) 결국 잠에 들어야 한다는 발상에 깜짝 놀랐을 텐데 - 자기가 그런 걸 했다는 사실을 부정할 지도 모르겠지만 - 할일도 너무 많고 정신도 팔려 있어요. 꿈을 꾼다는 발상에 긴장하지 못한 거죠."

"Amy's Choice"는 영국 시트콤 멘 비헤이빙 배들리의 스토리를 맡은 것으로 유명한 사이먼 나이가 각본을 맡았다. 사이먼 나이는 각본 집필에 앞서, 닥터와 에이미의 캐릭터성과 '목소리'를 파악하기 위해 이전 에피소드의 대본 리딩현장에 참석했다. 나이는 코미디에서 SF로의 전환을 자제했다는 점은 인정하면서도, 재미있으면서도 몹시 홀가분했다고 표현했다. 쇼러너를 맡은 스티븐 모펏은 닥터와 에이미의 관계가 난관에 부닥치는, 시즌 전체를 아우르는 소재에 걸맞는 에피소드의 전제를 설정해 나이에게 전달하였다. 나이는 로리의 사망 씬이 본질적으로 에이미가 로리에 대한 자신의 감정을 깨닫는 지점이라고 밝혔다. 결론적으로 에이미는 로리를 정말로 사랑했으며, 로리는 "단순히 보잘것 없는 남친이나 약혼자가 아님"을 증명하려 했다고 해설했다.
작중 주 소재가 된 '꿈'이란 키워드는 나이 본인의 꿈에서 영향을 받은 것으로서, 때로는 그것이 진짜였을지 의문이 든다고 모펏에게 털어놓자, 모펏은 꿈의 분절이란 소재를 제안했다고 한다. 나이는 이번 에피소드의 꿈 속 세계가 그간 닥터 후 세계관에서 소개된 대체현실과 일치한다고 본다고 밝혔다. 모펏은 나이에게 괴물을 만들어 달라는 요청을 전했고, 이에 나이는 어린 시절 노인을 향한 두려움을 반영해, 엑노딘이 기생하는 어르신이란 생명체를 만들어냈으나, 아이들이 조부모를 두려워하게 만들 의도는 없었다고 분명히 했다.

### 촬영 및 특수효과

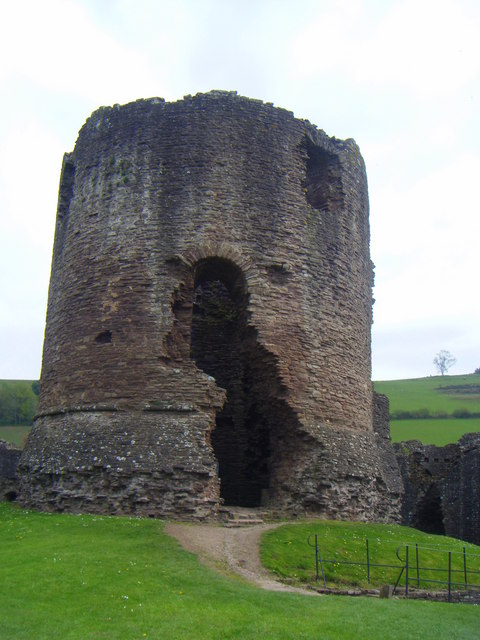
에피소드 촬영에 활용된 영국 웨일스의 스켄프리스성

"Amy's Choice"는 시즌5의 전체 촬영 일정에서 마지막으로 촬영된 에피소드로, 방송 예정일이 잡힌 주에 편집이 마무리됐다. 대본 리딩회는 2010년 2월 17일 어퍼 보트 스튜디오에서 제11화 "The Lodger"의 리딩회와 함께 진행되었으며 이는 시즌5에서 마지막으로 진행된 리딩회이기도 했다. 작중 이상한 꿈이 벌어지는 무대로 설정된 '어퍼리드워스' (Upper Leadworth)는 영국 웨일스의 스켄프리스 (Skenfrith)에서 촬영됐다.
에이미 역의 캐런 길런은 작중 임신한 모습으로 등장하는데, 이를 위해 라텍스 보형물을 착용한 채로 촬영에 들어갔다. 이 때의 분장은 내 모습을 보다 성숙하게 만들고 우스꽝스러운 행동을 하게 만들었다면서, 이번 시즌 촬영에서 가장 좋았던 부분으로 남았다는 소감을 밝혔다. 한편 로리 윌리엄스 역의 아서 다빌은 나이든 모습을 가장하기 위해 가발을 착용하였는데, 이 때 쓰인 가발은 더 남성적으로 보이도록 손질하고, 뒤쪽으로 머리를 묶은 모습이다. 외계 종족으로 소개된 엑노딘 (Eknodine)은 CG로 구현되었으며 배우들이 입을 벌리고 연기한 촬영분에 합성하여 만들어냈다. 로리가 엑노딘에게 조종당하는 해밀 부인을 판자로 내려치는 장면은 우선 아서 다빌이 해밀 부인 역의 조앤 라인더를 비껴 때리는 것을 촬영하고, 조앤 라인더의 스턴트 대역 배우를 다시 한번 실제로 때리는 것을 촬영하는 식으로 작업이 진행됐다. 촬영 당시 활용된 판자 소품은 딱 하나뿐이었는데, 중간에 아서 다빌이 판자를 부러뜨리는 사고가 있었으나 다행히도 그 전에 필요한 샷이 전부 촬영되고 난 시점이었다.

### 캐스팅
작중 네인비 씨 (Mr Nainby) 역으로 출연한 닉 호브스 (Nick Hobbs)는 3대 닥터 (존 퍼트위 분) 시절 방영된 <The Curse of Peladon> / <The Monster of Peladon>에서 아게도르 (Aggedor) 역으로 출연하였다. 그 전에도 <The Clawa of Axos>에서 트럭 운전사로, <The Ark in Space>에서 위런 소품을 다루는 자로 출연한 적이 있었다. 포짓 부인 (Mrs. Poggit) 역의 오드리 아딩턴 (Audery Ardington)은 스핀오프 드라마 사라 제인 어드벤처의 <Eve of the Gorgon> 편에서 수녀원장으로 출연한 바 있다.

## 방송과 평가
"Amy's Choice"는 2010년 5월 15일 토요일 오후 6시 25분부터 7시 10분까지 영국 BBC One에서 처음 방송되었다. 미국에서는 2010년 6월 5일 BBC의 자매 방송국인 BBC 아메리카를 통해 방영됐다. 영국 첫방송 당시 밤사이 1차 집계된 시청자수는 총 620만 명에 달했으며, BBC One 시청자가 590만 명, BBC HD가 30만 명으로 나타났다. 이러한 잠정 집계를 바탕으로 한 최종 시청률은 지난주 에피도스와 거의 동일하게 되었다. 최종 시청률 집계 결과, BBC One에서는 총 706만 3000명이 시청하여 그 주 방영 프로그램 가운데 시청률 6위를 기록, BBC HD에서는 48만 5000명이 시청하여 그 주 방영 프로그램 가운데 1위를 기록한 것으로 나타났다. 이로써 "Amy's Choice"의 최종 시청자수는 총 755만 명을 기록했다. 에피소드의 시청지수 (Appreciation Index)는 84점으로 집계됐다.
"Amy's Choice"는 2010년 8월 2일 "The Hungry Earth" / "Cold Blood"와 함께 DVD, 블루레이로 영국에서 처음 출시되었다. 이후 2010년 11월 8일 시즌5 완전판 DVD에 수록되어 재출시되었다.

### 평론가들의 반응
데일리 텔레그래프의 게빈 풀러는 "아마도 올해 보았던 것 중에서 가장 강력한 만능 각본일 것"이라며 "좋은 대사로 가득 차 있다"고 호평을 내렸다. 풀러는 "외계인이 어르신 속에 숨어들어가 정신병자로 만든다는 설정이 재치 있게 구현되었으며, 특히 가사도구나 정원용 도구를 가지고 에이미와 로리의 신혼집을 포위하는 기괴한 광경이 그러하였다"고 덧붙였다. 이어서 "닥터 후에서만 볼 수 있는 이야기 중 하나로서, 이 드라마가 스릴과 심지와 더불어 진정 사고를 자극할 수 있는 흥미로운 드라마를 제공할 수 있다는 것을 다시 한 번 보여주었다"고 평했다.
IGN의 맷 웨일스는 이번 에피드에 10점 만점에 8.5점을 매기면서 "초현실적이고, 환상적이며, 흥미롭고, 재치 있고, 감정적이며, 때로는 진정으로 불안하다"는 표현을 내세웠다. 후술할 마틴의 평과는 달리 "페이스만으로도 충분히 인상적"이라며 "활발하고 상쾌한 45분짜리 에피소드"를 만들었다고 평가했다. 그러나 결말에 대해선 "너무 서둘러서 얼버무렸다"며 비판했고 어퍼리들워스라는 동네가 애시당초 믿음직하지 못해 보였다고 밝혔다. 디 A.V. 클럽의 키스 피프스는 이번 에피소드의 등급을 B등급으로 매기며 "전반적으로 훌륭한 이번 시즌에 들어간 탄탄한 에피소드"라 평가했다. 또한 토비 존스의 드림로드 연기를 호평 요소로 꼽으며 "스타 트렉의 Q를 모한 모습으로 나왔을지 모르지만, 존스는 그 부분마저도 본연의 것으로 만들고 있다고 평했다. 그러나 전개 속도는 이번 에피소드의 약점이라 지적하면서, "은퇴 주택에 사는 악당들은 결국에는 똑같이 늙어서 어물거리는 좀비의 바리에이션, 그것도 그렇게까지 무섭지 않은 노인판 바리에이션으로 보인다"는 점도 함께 지적했다.
가디언 지의 대니얼 마틴은 "적어도 일부는 성공했다"는 평을 내렸다. 우선 캐런 길런의 연기에 대해서는 "짤막한 농담꾼이나 슬랩스틱 코미디 이상의 능력을 갖췄으며 - 여러분의눈에도 뭔가를 가져온다"며 호평하였다. 그러나 이번 에피소드는 닥터 후에서 일반적으로 볼 수 있는 소재나 전개가 부족했다 생각한다며 시트콤식 대화를 문제점으로 지적했다. 라디오 타임스의 패트릭 멀컨은 "명백히 실망스러웠다"면서 "사라 제인 어드벤처의 실망스러운 에피소드"에 빗대는 혹평을 내렸다. 다만 다시 시청한 결과 이전의 불만은 남아 있긴 해도 머리 골드의 더 차분한 배경음악, 각본상의 "탄탄한 구조와 몇 가지 재밌는 대사", 그리고 "사상 처음으로 닥터가 사랑에 빠진 커플과 함께 여행을 떠났음을 느끼게 된" 점은 높이 평가한다고 밝혔다.
SFX 매거진의 조던 팔리는 이번 에피소드에 5점 만점에 3.5점을 주면서 "터무니없는 유머와 불길한 악몽 사이의 적절한 균형을 제대로 맞추지 못했다"며 카메라의 각도가 이상해서 "다소 평면적"이었다고 평가했다. 그리고 작중 소개된 현실이 모두 환상이었다는 사실에 불만을 품고, 로리의 죽음을 비롯한 섬뜩한 장면들이 "결코 예상한 만큼 충격적이진 않을 것"이라 지적했다. 그러나 닥터의 기발한 특성을 묘사하면서  그는 그것이 모두 환각이었다는 사실에 불만을 품고 Rory의 죽음과 다른 공포 사례가 "당신이 예상하는 방식으로 결코 충격적이지 않다"고 말했다. 하지만 맷 스미스가 닥터의 특이한 성격을 연기하는 데 있어서는 "눈부실 정도로 좋은 형태를 유지하고 있다"고 칭찬했고, 캐런 길런과 아서 다빌은 "닥터 후 역사상 가장 호감 가는 동행자 커플로 빠르게 등극했다"고 느꼈다고 밝혔다. 또한 존스의 연기는 닥터의 어두운 면모를 완전히 보여준 것은 아닌 듯 했지만 "보기에는 매우 재미있었다"고 평했다.